# Tvoršovice
Tvoršovice jsou část města Bystřice v okrese Benešov. Nachází se na severozápadě Bystřice. Tvoršovice je také název katastrálního území o rozloze 3,88 km². V katastrálním území Tvoršovice leží i Mlýny.

## Gramatika
Název Tvoršovice je podstatné jméno pomnožné. Správné skloňování je tedy Tvoršovice bez Tvoršovic.

## Historie
První písemná zmínka o vesnici pochází z roku 1380.
Za druhé světové války se ves stala součástí vojenského cvičiště Zbraní SS Benešov a její obyvatelé se museli 31. prosince 1943 vystěhovat.

## Green Village
Na východním okraji obce vzniká nová zástavba rodinných a bytových domů, pojmenovaná „Green Village“. Na devítihektarovém území by podle plánů developera Real-Treuhand Reality mohlo v budoucnu bydlet asi 800 lidí. Urbanistické řešení území, veřejné prostory i samotné domy jsou dílem architektonického studia monom. K roku 2021 byla dokončena první z pěti plánovaných etap výstavby: vzniklo 21 rodinných domů včetně návsi a rybníka.

## Pamětihodnosti
Tvoršovický zámek založil okolo roku 1701 Petr Radecký z Radče. Dne 3. září 1922 se na pozvání jeho tehdejšího majitele velkoobchodníka Josefa Nováka (majitel obchodního domu U Nováků ve Vodičkově ulici v Praze) na zámku zastavil prezident Tomáš Garrigue Masaryk při své cestě na manévry, které se konaly u Sedlčan.
V roce 1947 zámek zdědil Cyril Bartoň z Dobenína. V roce 1948 byl zámek zestátněn a byl v něm zřízen domov důchodců. Jedním z ředitelů tohoto domova důchodců byl Václav Krása, pozdější poslanec Poslanecké sněmovny Parlamentu ČR a předseda Národní rady osob se zdravotním postižením ČR.

## Obecní správa
V letech 1850–1890 k obci patřil Tisem.

## Osobnosti
Dne 22. září 1896 se ve Tvoršovicích narodil český herec Zdeněk Štěpánek.

## Galerie

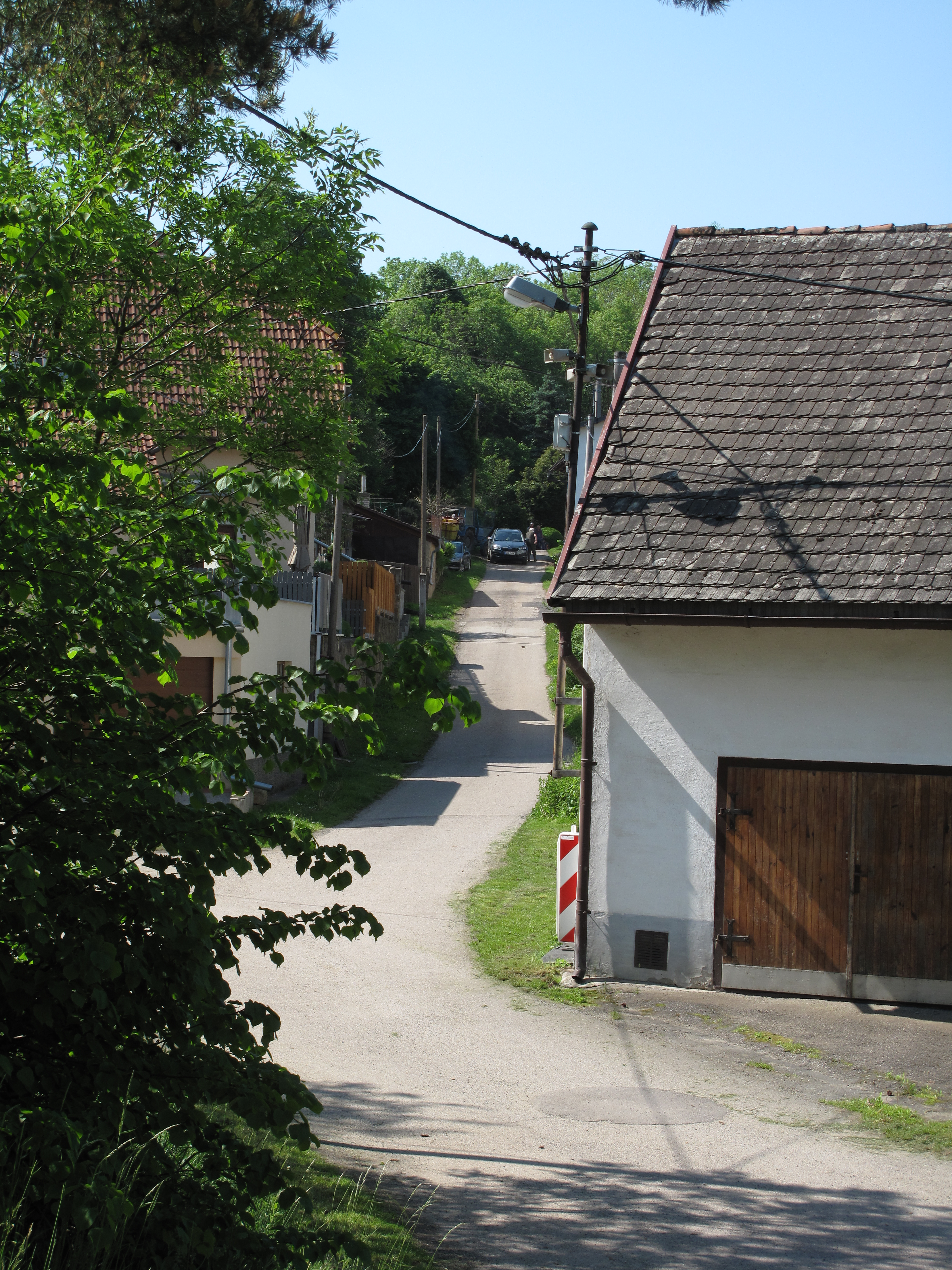
Ulice
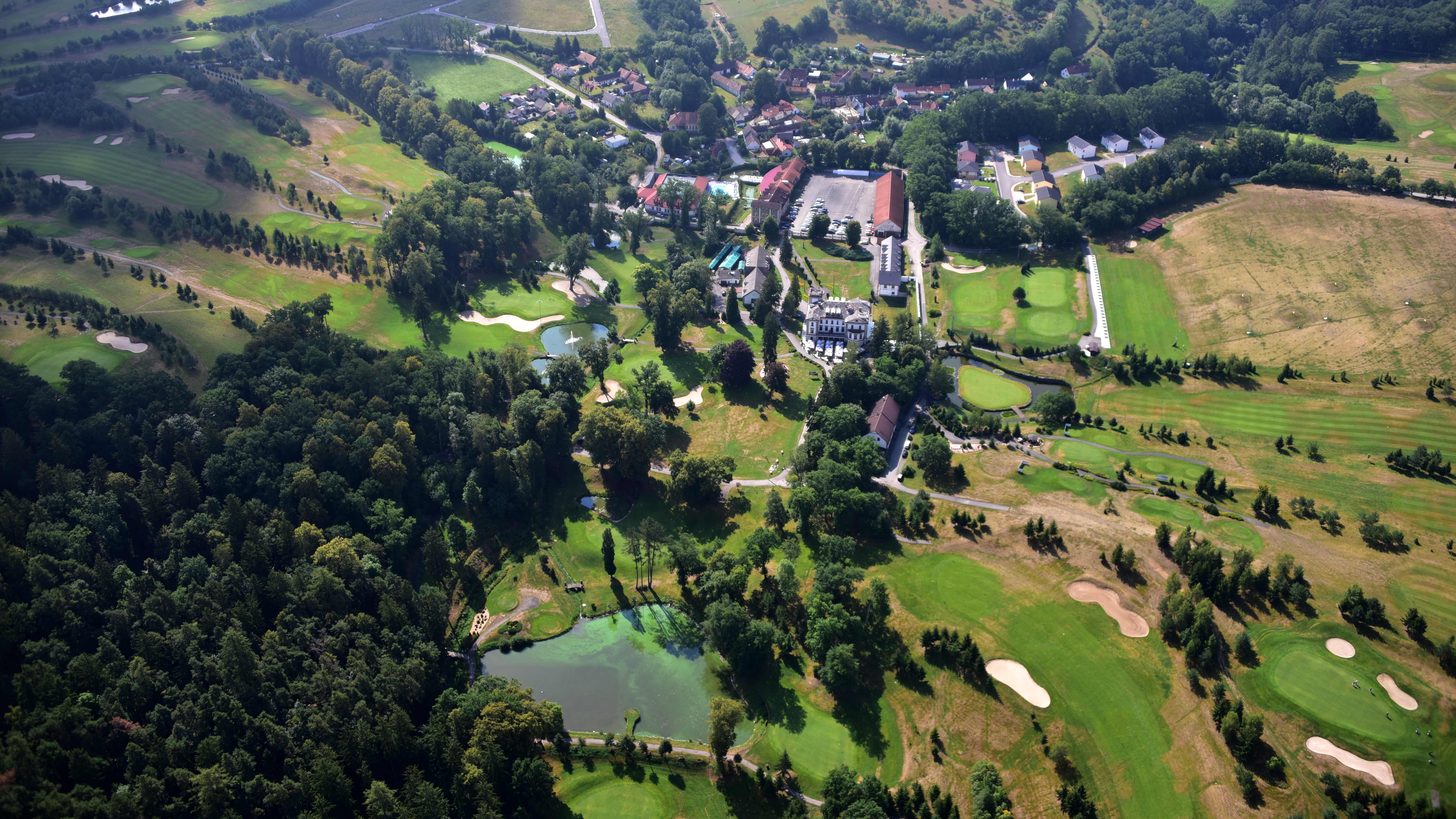
Pohled z výšky
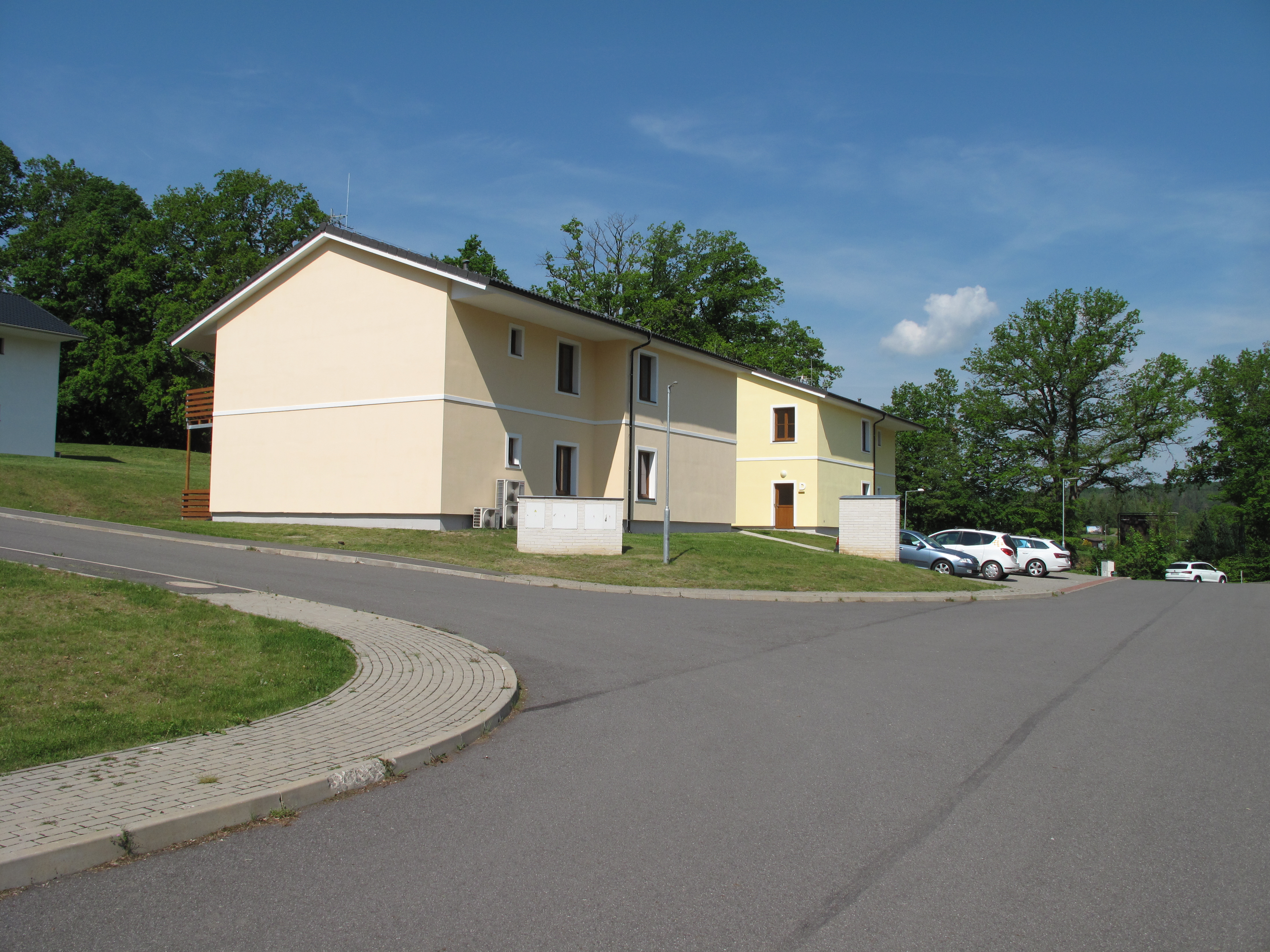
Domky pro golfisty